# Bartos Sándor
Bartos Sándor (Budapest, 1950. november 20. –) labdarúgó, csatár.

## Pályafutása
Az Erzsébeti VTK-ban mutatkozott be a felnőttek között 1968-ban. 1970 és 1974 között a Csepel labdarúgója volt. Az élvonalban 1971. június 5-én mutatkozott be a Pécsi Dózsa ellen, ahol csapata 1–0-s vereséget szenvedett. 1974 és 1976 között a Bp. Honvéd csapatában játszott. Tagja volt az 1974–75-ös idényben ezüstérmet szerzett együttesnek. 1976 nyarán a BVSC-be igazolt. 1977-ben visszatért Csepelre, ahol 1979-ben fejezte be az élvonalbeli pályafutását. Összesen 140 NB I-es mérkőzésen szerepelt és 22 gólt szerzett. 1980-ban Svédországba disszidált. Malmőben telepedett le.

## Sikerei, díjai
- Magyar bajnokság
  - 2.: 1974–75